# Historia cultural de la papa

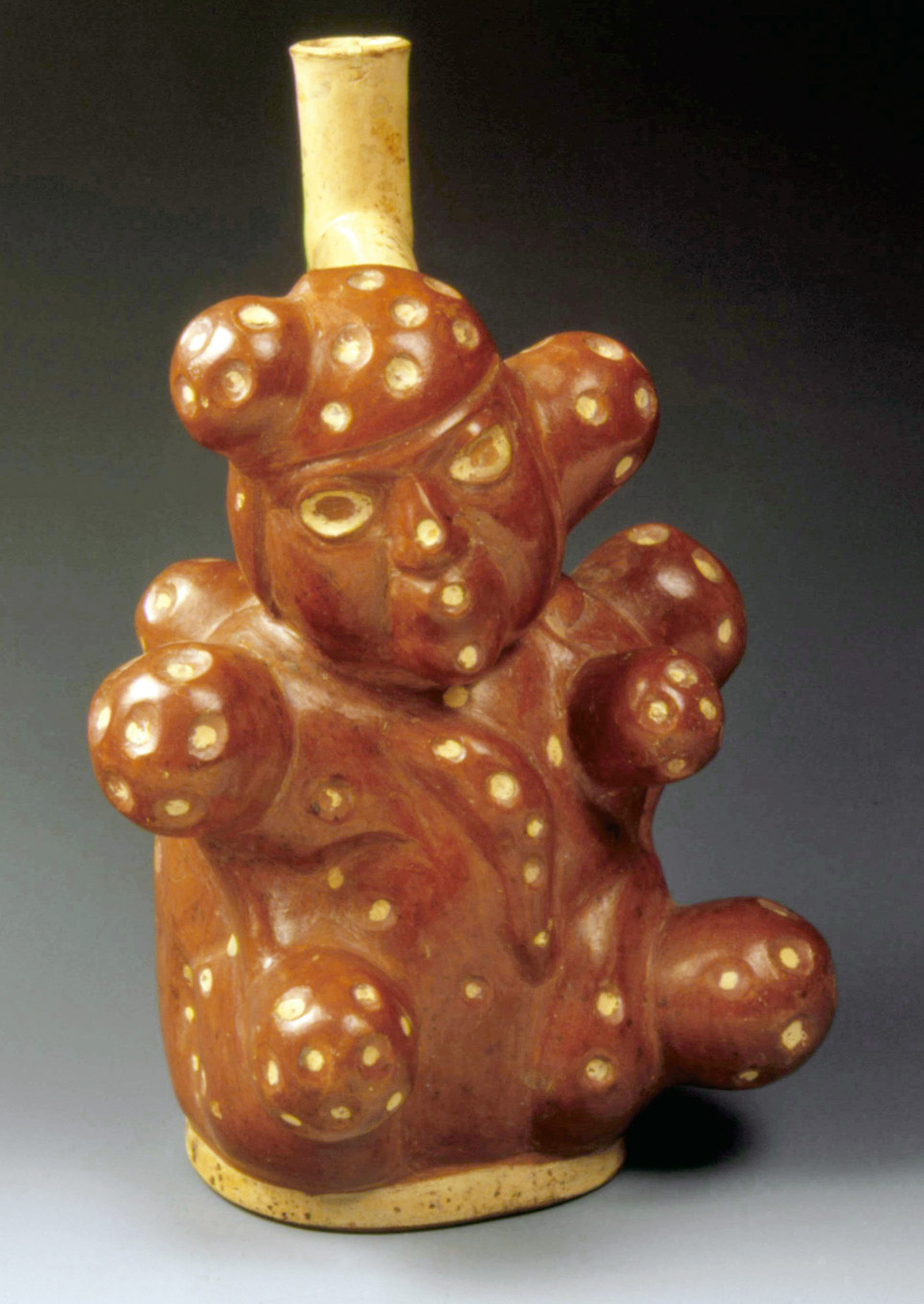
Papa antropomorfa Mochica, 400 d. C. Museo Arqueológico Rafael Herrera, Lima, Perú,

La papa o patata fue cultivada por primera vez entre los años 8000 y 5000 a. C. en una región que comprendería lo que hoy es el sur de Perú y el noroeste del Altiplano boliviano. Desde entonces se ha extendido por todo el mundo y se ha convertido en un alimento básico en la gran mayoría de países del globo.

## De América a Europa
Los primeros indicios arqueológicos de formas tempranas de domesticación de la papa con herramientas de piedra en el Arcaico tardío (∼3,400–2,200 cal a.C.), fueron encontrados en asentamientos humanos de Jiskairumoko, Puno-Perú. Más tarde, esta domesticación resultó gradualmente en una mayor producción de alimentos que a su vez estimuló el crecimiento y desarrollo de las civilizaciones andinas. Sociedades más complejas de los Andes como Tiahuanaco en Bolivia (500 d. C.-1000 d. C.), Chavin (1200 a. C. - 400 a. C.), Nazca(100 a. C. - 800 d. C.), Moche (0-600 d. C.), Chimú (900 d. C.-1470 d. C.) en Perú, consolidaron su consumo en la región. El cultivo de las diferentes clases de papa estaba tan altamente desarrollado, que los distintos tipos y sus propiedades diferían mucho de los de la planta original evolucionada naturalmente. Para estos pueblos la papa era el principal sustento disponible. En otros pueblos como el de Kayambi en el actual Ecuador, las papas se cultivaban hasta una altitud de 4000 metros, mientras que en las regiones más favorables, no afectadas por las heladas, se podía cosechar maíz. El calendario Cayambi culminaba con el tiempo de recogida de este tubérculo.
Luego, ya con el Imperio Inca la papa maximizó su producción, los Incas crearon terrazas, canales y redes de riego, para el cultivo de este tubérculo y otros alimentos como el maíz y la quinua. Debido al inclemente clima, que traía inundaciones y sequías, los incas desarrollaron sistemas de almacenamiento para la conservación de sus cultivos, que podían durar años.
Paralelamente, igualmente en América del sur destaca cómo un elemento cultural tradicional del archipiélago de Chiloé. Conocidas como papas chilotas, son un elemento importante de la gastronomía así como de  medicina popular de Chiloé; y presente incluso como componente característico de la mitología chilota.

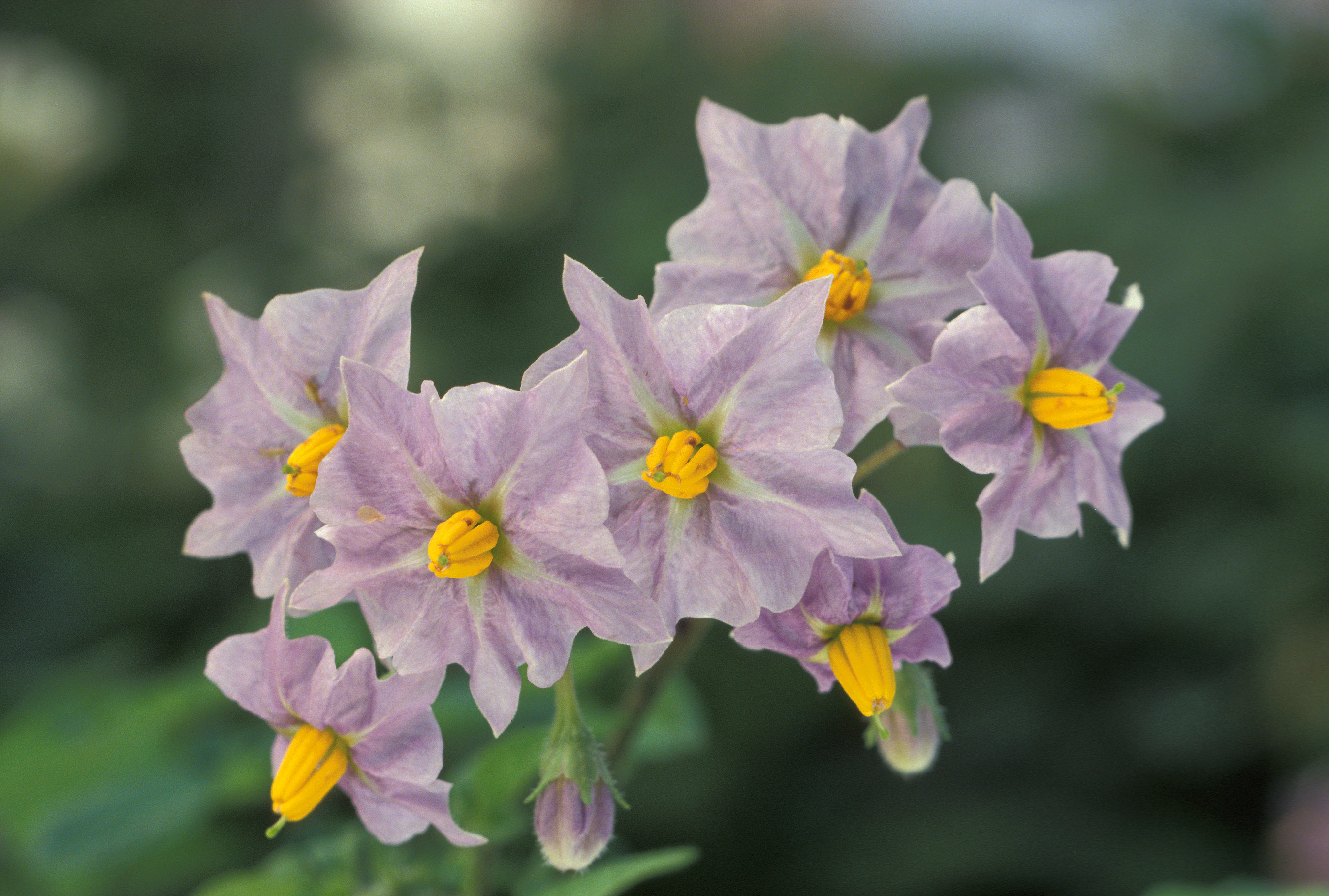
Flor de la papa.

No es hasta 1532 cuando los españoles al invadir y conquistar el imperio Incaico, descubren este tubérculo. Los europeos las encontraron sabrosas y trataban de hacerse con grandes cantidades como provisiones para sus viajes de vuelta. Al volver a su origen, al principio se la consideró una rareza botánica, que los clérigos y los españoles cultivaban en macetas, pero eran demasiado preciosas como para destinarlas a la alimentación. El consumo de los frutos de la planta (no de su raíz) terminaba a menudo en un dolor de estómago e incluso el envenenamiento, lo que favoreció que florecieran los prejuicios contra esta planta ultramarina.
Hay muchas anécdotas y relatos contradictorios acerca de cómo la patata llegó a los huertos de Europa. Lo único seguro es que se difundió por el continente fundamentalmente a través de dos vías: una vía de entrada empezaba en Irlanda, Inglaterra y los Países Bajos y otra en Portugal, España, Francia e Italia. Los registros de la época son, desgraciadamente, insuficientes a la hora, pues los cronistas de la época confundían a menudo el ñame, el tupinambo, la batata y la mandioca. Estos productos tienen algunas similitudes de forma, pero biológicamente son muy diferentes.
La papa ayudó en gran medida con la alimentación europea que pasaba por difíciles momentos.[cita requerida]

## Introducción de la papa en Europa

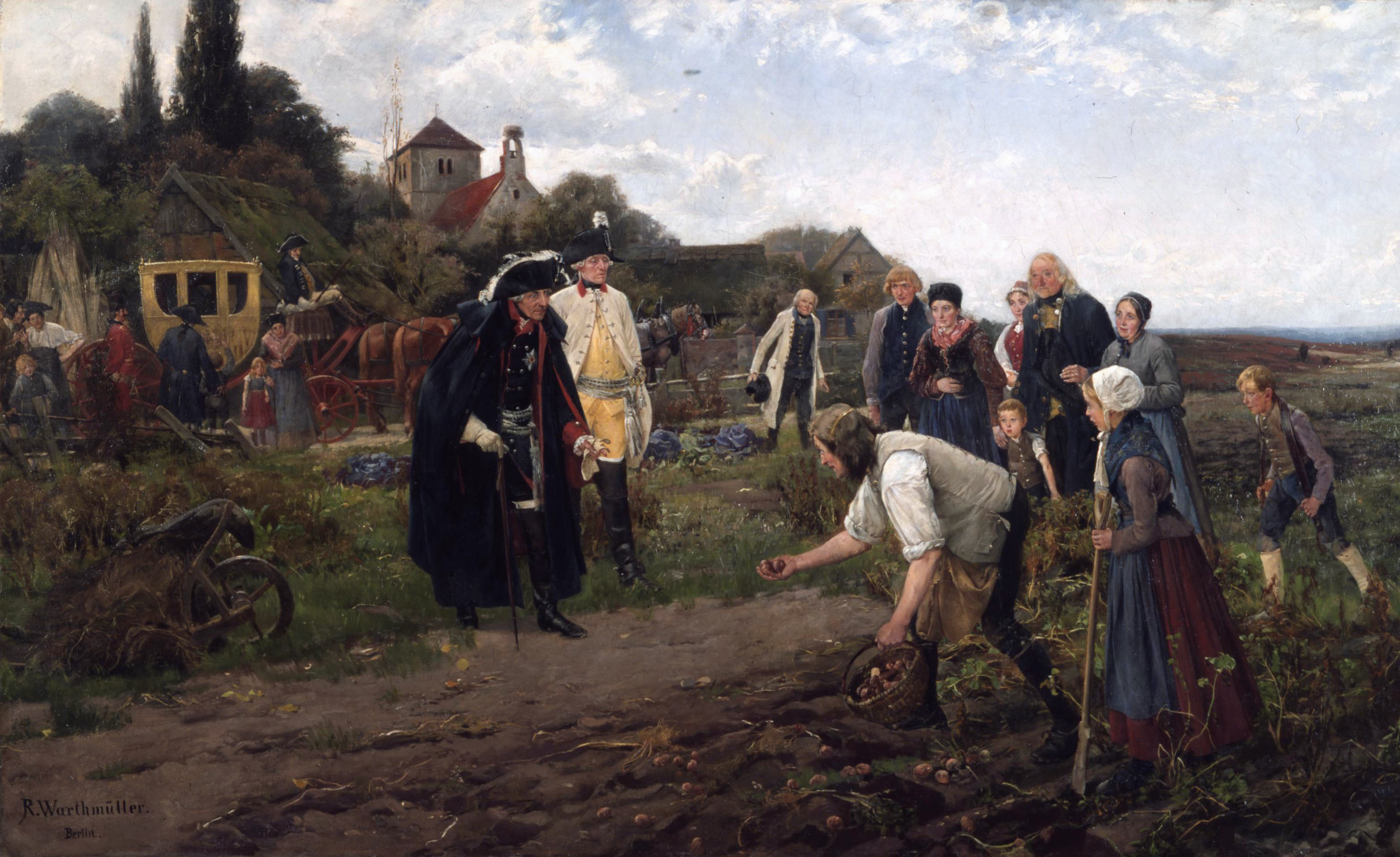
El rey Federico II examinando un cultivo de papas. Óleo de Robert Warthmüller (1886).

Pasaron varias generaciones hasta que esta rareza botánica se convirtió en una fuente de alimento fundamental del pueblo europeo. Muchos prejuicios y tradiciones se interponían en su camino. Además se daba el problema de que las papas silvestres necesitaban un tiempo de oscuridad suficiente. En las condiciones europeas con días más largos en verano, la planta generaba tubérculos más pequeños que en la zona de la que la papa es originaria, más ecuatorial. Este problema tuvo primero que identificarse, y después hubo que adaptar las condiciones de cultivo para resolverlo.
En Irlanda ya se cultivaban patatas a principios del siglo XVII, pues parecía ser el cultivo ideal para una isla afectada por la pobreza. Su cultivo y cosecha se realizaba sin herramientas especiales. Los animales salvajes y el ganado no causaban ningún daño a la planta, que además se podía cultivar en suelos pedregosos y laderas de colina empinadas. La mayor ventaja era que se obtenía un 150 % del rendimiento por hectárea de los cultivos de cereales. Por último, la preparación de la papa era mucho más sencilla que la de los cereales: las papas no tenían que trillarse, molerse, ni era necesario cocerlas, cosa que sí hacía falta para hacer pan. Irlanda era por entonces una colonia inglesa que debía exportar a la metrópoli ganado y cereal. En estas condiciones, las papas constituían a menudo la única fuente de alimento de los agricultores. La isla de Irlanda estaba tan alejada y aislada de Europa que transcurriría un siglo hasta que los señores y los reyes de Europa trasladaran la rareza botánica de los jardines a los huertos.
Un estudio realizado por economistas de Harvard, de Northwestern y de la Universidad de Colorado, publicado por el National Bureau of Economic Research señalo que la papa redujo la hambruna en el continente europeo principalmente en el siglo 18 y que su introducción redujo notablemente los conflictos de manera permanente durante cerca de dos siglos, en especial las guerras civiles o levantamientos campesinos en Europa.
La primera vez que se cultivó la papa en Alemania fue en 1647 en Pilgramsreuth, junto a Rehau, gobernado por la Dinastía Hohenzollern, y en 1649 en el Lustgarten de Berlín. El Lustgarten se encontraba bajo la dirección del alto jardinero de Federico Guillermo I de Brandeburgo, Michael Hanff junto al alto botánico Johann Sigismund Elsholtz hasta que la Guerra de los Treinta Años desoló los jardines. Elsholtz llamó en su obra Flora marchica, a la papa, que todavía estaba considerada únicamente una planta decorativa, «Holländische Tartuffeln» (trufa holandesa).
En Prusia, Federico II el Grande trató por todos los medios de que se cultivase extensivamente la papa. Su propaganda para la plantación de la papa es menos conocida que sus acciones bélicas, pero en ambas el ejército prusiano desempeñó un importante papel. Se dice que plantó los primeros patatales de Berlín e hizo que los soldados los cuidasen. Entonces, los campesinos, como quería el rey, robaron y probaron esta «manzana de tierra» y más tarde la cultivaron ellos mismos. Es seguro que Federico II ayudó a la aceptación de la papa con un mandato, pues el 24 de marzo de 1756 publicó una circular que ordenaba el cultivo de la patata.
También en Suiza se introdujo primero la papa como planta decorativa exótica. Cien años más tarde, a principios del siglo XVIII, se empezó a cultivar como alimento. Las condiciones de cultivo eran similares a las de Perú. La papa no se cultivó sin embargo hasta alturas de cuatro mil metros, como en el Perú, sino hasta alturas de dos mil metros, más allá del fin de los bosques. Las patatas se convirtieron rápidamente en un alimento popular, lo que dio lugar, entre otras formas de preparación, al Rösti, originario de la zona germánica.
En el año 1793 Joaquín Fernando Garay transportó patatas desde Galicia al valle de Benasque, concretamente, al pueblo de Villanova, partido de Boltaña lugar donde se producirían los primeros experimentos de plantaciones de este tubérculo en España.

## Industrialización
A partir del inicio de la Revolución industrial en Inglaterra y más tarde en la Europa Continental, la alimentación de la creciente tasa de población urbana pasó a ser una cuestión capital. En cambio, la población rural basaba la mayor parte de su alimentación en lo que ellos mismos producían. Los habitantes del campo tenían al menos un pequeño huerto en el que cultivaban sus propias verduras y así se evitaban comprarlas. Para los habitantes de las ciudades las frutas y las verduras eran prácticamente inasequibles. Las papas les proporcionaban, además de las calorías necesarias, oligoelementos y vitaminas que ningún otro alimento a su alcance les podían proporcionar.

## Presente y futuro

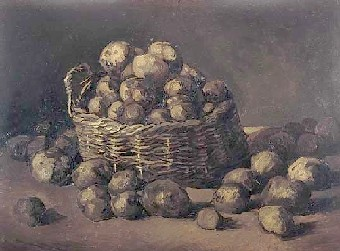
Cesto con papas de Vincent van Gogh (1885).

La edad dorada de la cultura del cultivo de la papa en Europa fue el siglo XIX. De todas formas la papa es el único producto vegetal de producción masiva de los mercados agrarios de la Unión Europea para el que no hay ninguna Organización Común de Mercado. La comida rápida y la precocinada hacen uso frecuente de las papas, incluso a pesar de que hay otros productos más baratos en el mercado global. La papa es necesaria también para producir alimentos para ganado.

## En España
Un total de 102 variedades de papas genéticamente singulares cultivadas desde el siglo XVI en las Islas Canarias, llegarán a los mercados con un sello de calidad europeo del que solo disfruta una sola variedad que es la Patata di Bolonia de Italia. En el resto de España, la Patata de Galicia y Patatas de Prades también están protegidas, pero con la figura de Indicación Geográfica Protegida (IGP).
Las variedades de Papas Antiguas de Canarias con denominación de origen protegida son: Negrita de El Hierro, Buena Moza o Palmera, Blanca, Colorada, Corralera Tijarafera, Corraleda Colorada, Corraleda Legítima, Carralera, Negra de La Palma, Negra Veteada, Haragana, De Ojo Azul, Blanca, Moñigo de Camello, Azucena Negra, Azucena Blanca, Bonita Negra, Bonita Blanca, Bonita Colorada, Bonita Llagada, Bonita Ojo de Perdiz, Borralla, Colorada de Baba, Negra Yema de Huevo, Peluca Negra, Peluca Roja y Terrenta
No hay producto que haya sido capaz de aunar tanto esfuerzo y colaboración como el de la papa canaria, precisamente.
Canarias, fue y es un pequeño laboratorio natural de los productos que en el siglo XVI llegaron de América y la papa no fue una excepción, a diferencia de otros productos que siguieron de largo hacia Europa, las papas se mantuvieron y se cultivaron a lo largo de 500 años, permitiendo que evolucionara hacia una gran variedad que, salvo en Suramérica, solo se da en las Islas Canarias. La orografía, las condiciones del suelo y el clima de las Islas han hecho el resto.

## Arte y literatura

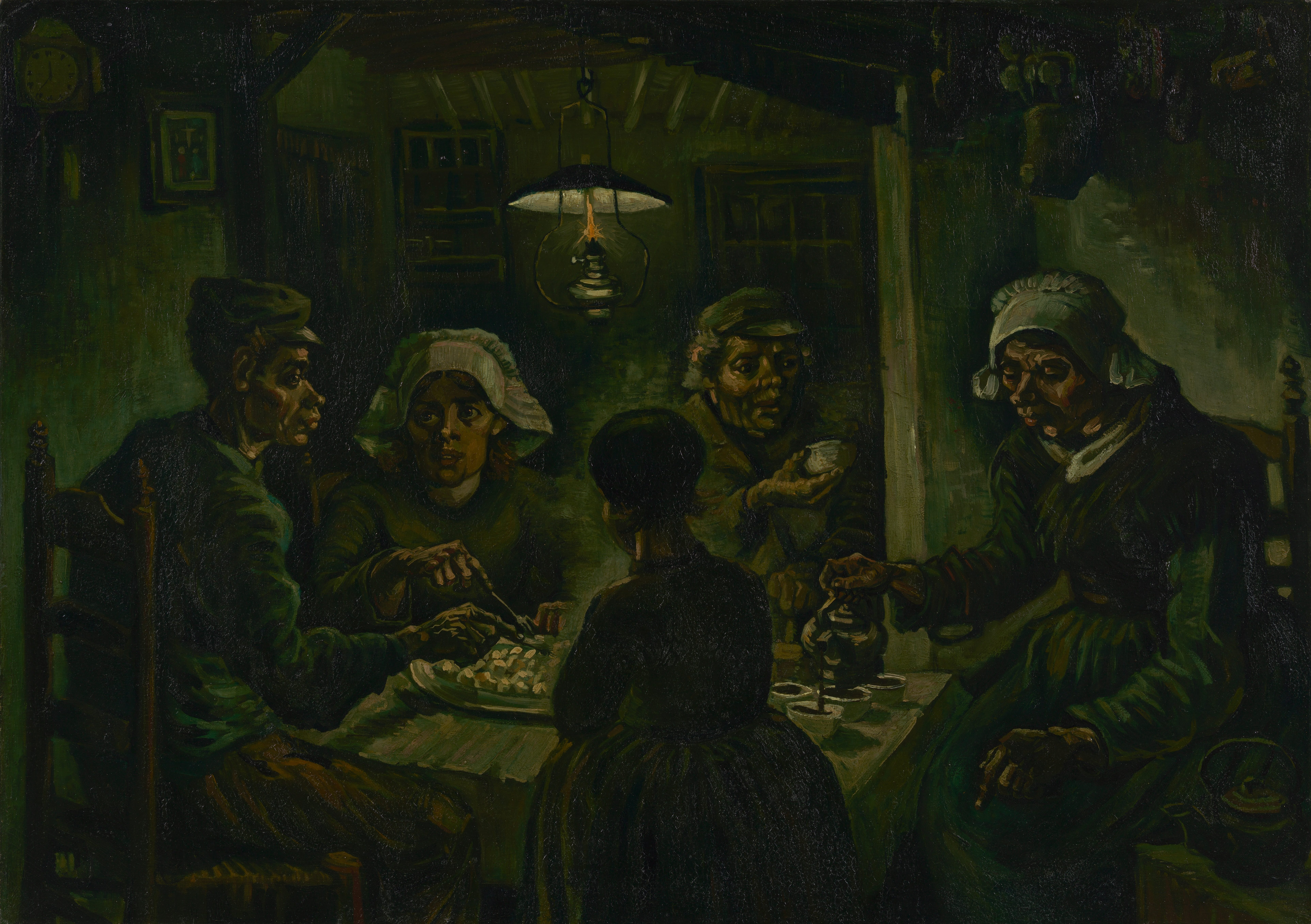
Los comedores de papas de Vincent van Gogh (óleo, abril de 1885).

A partir del siglo XIX, cuando un pintor quería representar la vida de los pobres,  como lo hizo Vincent van Gogh con Los comedores de papas, o cuando un escritor quería narrar las condiciones de una familia de campesinos, recurría con frecuencia a la papa, para describir un modo de vida sencillo.[cita requerida]